# Fourchambault
Fourchambault – miejscowość i gmina we Francji, w regionie Burgundia-Franche-Comté, w departamencie Nièvre.
Według danych na rok 1990 gminę zamieszkiwało 5037 osób, a gęstość zaludnienia wynosiła 1107 osób/km² (wśród 2044 gmin Burgundii Fourchambault plasuje się na 47. miejscu pod względem liczby ludności, natomiast pod względem powierzchni na miejscu 1262.).